# آير دول
آير دُول(بالإنجليزية: Air Duel)‏، هي لعبة فيديو يابانية من نوع إطلاق النيران، وهي من تطوير ونشر إريم، عرضت اللعبة في صالة الآركيد سنة 1990.